# Любовь. Разум. Месть
Любовь. Разум. Месть (тур. Aşk Mantık İnikam) — турецкий драматический и романтический комедийный телесериал производства No Dokuz Productions, первый эпизод которого вышел в эфир 18 июня 2021 года. Главные роли в сериале сыграли Бурджу Озберк и Ильхан Шен. Сериал является адаптацией южнокорейской драмы «Хитрая одинокая дама» (2014). Сериал завершился 42-й серией, которая вышла в эфир 22 апреля 2022 года.

## Сюжет
Семья Эсры Эртен управляет семейным кафе и с трудом сводит концы с концами. Мать семейства, Менекше, постоянно говорит дочери, чтобы та не повторяла её ошибок и вышла замуж не по любви, как она сама, а по расчёту, выбрав в мужья перспективного мужчину. Устав от наставлений матери, Эсра предлагает Озану Корфалы, влюблённому в неё с детства, пожениться. Молодой человек, только что окончивший университет и нашедший работу, на седьмом небе от счастья. Однако, их семейная жизнь не складывается и Эсра решает развестись с Озаном. Несколько лет спустя судьба вновь сводит бывших супругов — Эсра устраивается на работу в компанию разбогатевшего бывшего мужа. Увидев Озана, Эсра клянётся, что вновь завоюет его любовь, а потом отомстит ему за потерянные годы в браке, а Озан, в свою очередь, обещает самому себе, что заставит бывшую жену пожалеть о своём решении развестись с ним и вернуться в его жизнь.

## Актёры и персонажи

### Главные герои
| Актёр         | Персонаж             |
| ------------- | -------------------- |
| Бурджу Озберк | Эсра Эртен / Корфалы |
| Ильхан Шен    | Озан Корфалы         |

Второстепенные персонажи
| Актёр               | Персонаж             |
| ------------------- | -------------------- |
| Мехмет Корхан Фырат | Экрем Эртен (Эко)    |
| Гюнай Караджаоглу   | Зюмрют Карфалы       |
| Зейнеп Канконде     | Менекше Эртен        |
| Сюлейман Атанысев   | Ялчын Эртен          |
| Мехмет Йылмаз       | Муса                 |
| Джерен Коч          | Элиф Корфалы / Эртен |
| Шюкрю Тюрен         | Назым Аккая          |
| Севда Баш           | Зейнеп (Зейно)       |
| Гёзде Дуру          | Гае                  |
| Пелин Будак         | Нериман              |
| Эмир Гюлер          | Атлас Корфалы        |

| Актёр                | Персонаж      |
| -------------------- | ------------- |
| Сюрейя Гюрсель Эврен | Салим Кая     |
| Алла Краева          | Андреа        |
| Исмаиль Дювенджи     | Рюкнеддин     |
| Джихат Тамер         | Фарук Корфалы |
| Айлин Шаллы          | Лейла         |
| Синан Сиджимоглу     | Синан         |
| Юсуф Акгюн           | Мерт Балкыр   |
| Назан Дипер          | Хавва         |

| Актёр              | Персонаж               |
| ------------------ | ---------------------- |
| Нильгюн Тюрксевер  | Ханде Йылмаз           |
| Сибель Шишман      | Ферае                  |
| Биргюль Улусой     | Рейхан                 |
| Мурат Карасу       | Ариф Йылмаз            |
| Саадет Мелек Сёзан | Эла Балкыр             |
| Аныл Алтан         | Аяз Каракоч            |
| Бурак Йорюк        | Чынар Йылмаз           |
| Мелиса Дёнгель     | Чагла Йылмаз / Корфалы |
| Эльчин Атамгюч     | Нильгюн Гюрсой         |
| Себахат Кумаш      | Рюя Гюрсой             |
| Эрдем Шанлы        | Барыш                  |
| Джем Белеви        | Эфе Саяноглу           |

## Съёмки
Сериал был снят в двух районах Стамбула — Малтепе и Аташехир.

## Награды и номинации
Сериал был номинирован на награды 47-й премии «Золотая бабочка» и 25-й премии «Золотой объектив», присуждаемой Ассоциацией журналистов журналов.
| Год  | Премия                         | Категория                                   | Номинант                   | Результат | Источник |
| ---- | ------------------------------ | ------------------------------------------- | -------------------------- | --------- | -------- |
| 2021 | 47-я премия «Золотая бабочка»  | Лучший романтический комедийный сериал      | «Любовь. Разум. Месть»     | Номинация | [ 2 ]    |
| 2021 | 47-я премия «Золотая бабочка»  | Лучшая женская роль в романтической комедии | Бурджу Озберк              | Номинация | [ 2 ]    |
| 2021 | 47-я премия «Золотая бабочка»  | Лучшая женская роль в романтической комедии | Мелиса Дёнгель             | Номинация | [ 2 ]    |
| 2021 | 47-я премия «Золотая бабочка»  | Лучший актёр в романтической комедии        | Ильхан Шен                 | Номинация | [ 2 ]    |
| 2021 | 47-я премия «Золотая бабочка»  | Лучший актёр в романтической комедии        | Бурак Йорюк                | Номинация | [ 2 ]    |
| 2021 | 47-я премия «Золотая бабочка»  | Лучшая пара в сериале                       | Бурджу Озберк и Ильхан Шен | Номинация | [ 2 ]    |
| 2021 | 25-я премия «Золотой объектив» | Романтический комедийный сериал года        | «Любовь. Разум. Месть»     | Победа    | [ 3 ]    |
| 2021 | 25-я премия «Золотой объектив» | Лучший актёр в романтической комедии        | Ильхан Шен                 | Победа    | [ 3 ]    |
| 2021 | 25-я премия «Золотой объектив» | Лучшая актриса в романтической комедии      | Бурджу Озберк              | Победа    | [ 3 ]    |
| 2022 | 48-я премия «Золотая бабочка»  | Лучший романтический комедийный сериал      | «Любовь. Разум. Месть»     | Победа    | [ 4 ]    |